# Cornellà del Terri
Cornellà del Terri è un comune spagnolo di 1 870 abitanti situato nella comarca di Pla de l'Estany, nella provincia di Girona, in Catalogna. Si trova tra i comuni di Banyoles e Gerona.
Oltre alla sede municipale, include i nuclei di Borgoñá, Corts, Pont-xetmar, Pujals dels Cavallers, Pujals dels Pagesos, Ravós del Terri, San Andrés del Terri, Santa Leocadia del Terri y Sords, la maggior parte dei quali possiede chiese in stile romanico.
In questo comune si celebrano due importanti eventi tradizionali, la Festa dell'Albero e il Ballo del cornuto di Cornellà del Terri, che si celebra ogni lunedì di Pasqua.